# Love (album de Maki Goto)
Pour les articles homonymes, voir Love.
Albums de Maki Gotō
Gloria
(2011) Ai Kotoba (VOICE)
(2011)
Love est un mini-album de cinq titres de Maki Gotō sorti le 4 mai 2011 au Japon sous le label Avex Trax, quatre mois après le précédent, Gloria.

## Présentation
Il arrive 17e à l'Oricon, se vendant à 4 630 exemplaires en tout. L'album sort également en format CD+DVD avec une pochette différente et un DVD supplémentaire contenant le clip vidéo du titre "Nee..." et son "making of". Il sort aussi en édition limitée "Don Quijote" (ドン.キホーテ限定版), avec une pochette et un DVD différents, vendue exclusivement dans la chaine de magasins du même nom.
C'est le quatrième (mini) album de Maki Gotō pour Avex Group, après Gloria, ONE, et celui du projet collaboratif "Sweet Black feat. Maki Goto" sur le label Rhythm zone : Sweet Black. C'est son troisième (mini) album pour le label avex Trax (affilié comme rhythm zone à avex group). Elle avait auparavant sorti dix-sept singles, quatre albums et une compilation entre 2001 et 2007 dans le cadre du Hello! Project sur son précédent label concurrent Piccolo Town. Ce dernier venait d'ailleurs de sortir une nouvelle compilation d'anciens titres de l'artiste sept mois avant Love : Complete Best Album 2001-2007.
La troisième chanson de l'album, Sora to Kimi no Aida ni, est une reprise d'un titre de Miyuki Nakajima sortie en single en 1994.

## Liste des titres
| 1. | "Nee..." (｢ねぇ、、、｣)                    | 4:11 |
| 2. | Lalala (lalala)                            | 4:27 |
| 3. | Sora to Kimi no Aida ni (空と君のあいだに) | 5:38 |
| 4. | Aitai (会いたい)                           | 4:27 |
| 5. | Your Song (your song)                      | 4:17 |

| 1. | "Nee..." Music video ver.A (｢ねぇ、、、｣ MUSIC VIDEO ver.A)         |  |
| 2. | Making of "Nee..." Music video (MAKING OF ｢ねぇ、、、｣ MUSIC VIDEO) |  |

| 1. | "Nee..." Music video ver.B (｢ねぇ、、、｣ MUSIC VIDEO ver.B)         |  |
| 2. | Making of "Nee..." Music video (MAKING OF ｢ねぇ、、、｣ MUSIC VIDEO) |  |